# Golf von Izmir
Der Golf von Izmir (türkisch İzmir Körfezi), auch Golf von Smyrna, ist ein Golf in der Ägäis und im Westen bzw. Nordwesten der türkischen Stadt Izmir vorgelagert.
Der Golf von Izmir ist ungefähr 32 km lang und bis 16 km breit. Sein Eingang befindet sich etwa 30 km südlich der griechischen Insel Lesbos zwischen der Stadt und Halbinsel Karaburun im Westen und Foça, dem antiken Phokäa im Osten. Das (Süd-)Ostende wird von der Stadt Izmir umschlossen.
Neben dem Hafen Izmirs, dem zweitgrößten des Landes, gibt es im gesamten Bereich des Golfs Ankerplätze. Bedeutendste der kleineren Städte am Golf ist Urla.